# رود ريتشارد
رود ريتشارد (بالإنجليزية: Rod Richard)‏ هو عداء سريع أمريكي، ولد في 8 فبراير 1932.

## وصلات خارجية
- رود ريتشارد على موقع الاتحاد الدولي لألعاب القوى (الإنجليزية)